# زانتون
زانتون (به انگلیسی: Xanthone) با فرمول شیمیایی C13H8O2 یک ترکیب شیمیایی با شناسه پاب‌کم 7020 است. که جرم مولی آن 196.19 g/mol می‌باشد. شکل ظاهری این ترکیب، جامد سفید است.